# 静岡女子大学
静岡女子大学（しずおかじょしだいがく、英語: Shizuoka Women's University）は、かつての日本の公立大学である。静岡県静岡市に本部を置いた。略称は静岡女子大。

## 概観

### 大学全体
静岡女子大学は、1967年（昭和42年）に新設された大学である。静岡県により設置・運営される公立大学であり、静岡県静岡市にキャンパスを設置していた。その後、同じく静岡県により設置・運営される静岡薬科大学、および、静岡女子短期大学と統合されることになり、1987年（昭和62年）に静岡県立大学が発足した。

### 教育および研究
静岡女子大学には、文学部と家政学部の2学部が設置されていた。文学部においては、国文学科と英文学科の2学科が置かれていた。また、家政学部においては、食物学科と被服学科の2学科が置かれていた。静岡薬科大学、および、静岡女子短期大学との統合に際して組織構成は大きく変わっており、静岡県立大学の組織と完全に一対一で対応しているわけではないが、おおむね文学部の系譜は静岡県立大学の国際関係学部に引き継がれており、家政学部の系譜は同じく食品栄養科学部に引き継がれている。

## 沿革

### 略歴
静岡女子大学は、静岡女子短期大学における教育・研究の蓄積を母体として発足した。静岡女子短期大学は、1951年（昭和26年）に開学した公立短期大学であり、静岡県静岡市にキャンパスを設置していた。しかし、1967年（昭和42年）に静岡女子大学が静岡市にて開学することになったため、静岡女子短期大学は静岡市から浜松市に移転し、両者はそのまま並行して存続した。その後、静岡女子大学は、静岡薬科大学、および、静岡女子短期大学と統合されることになり、1987年（昭和62年）に静岡県立大学が発足した。なお、在学生が卒業するまでの間、静岡女子大学は静岡県立大学と並行して存続していた。在学生の卒業にともない、静岡女子大学は1990年（平成2年）に閉学した。

### 年表
- 1966年 - 管理棟竣工[2]。
- 1966年 - 一般教育棟竣工[2]。
- 1967年 - 静岡女子大学開学[2]。
- 1967年 - 大教室棟竣工[2]。
- 1968年 - 文学棟竣工[2]。
- 1969年 - 家政学棟竣工[2]。

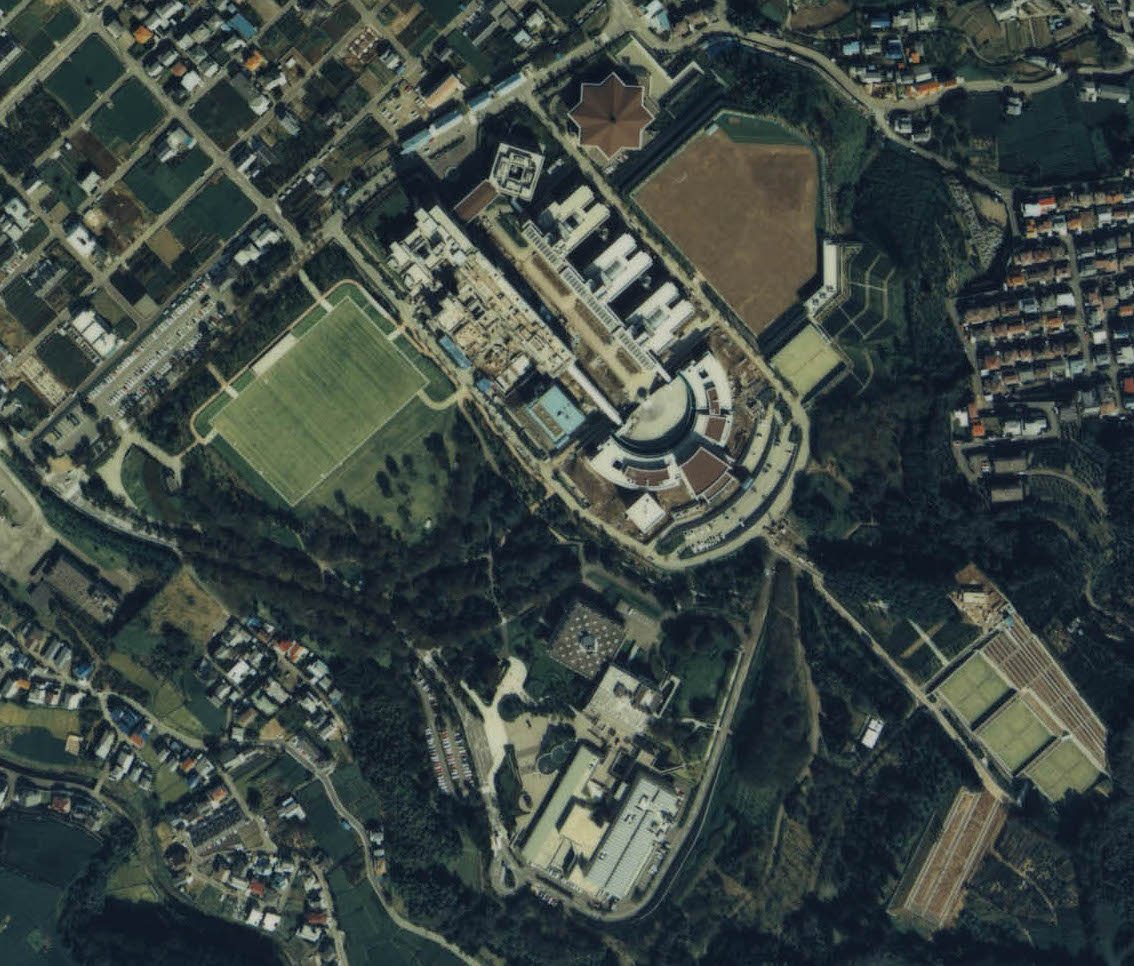
静岡女子大学と静岡県立大学が並存している谷田キャンパスの航空写真（1988年）。静岡県立大学の新校舎が建設中である。

- 1969年 - 北安東キャンパスを静岡県教育委員会に移管[2]。
- 1969年 - ホームマネージメントハウス竣工[2]。
- 1971年 - 講堂竣工[2]。
- 1971年 - クラブ室竣工[2]。
- 1979年 - 附属図書館竣工[2]。
- 1987年 - 静岡県立大学設立[2]。
- 1990年 - 静岡女子大学閉学[2]。

| 静岡女子大学学長 | 静岡女子大学学長 | 静岡女子大学学長 | 静岡女子大学学長 | 静岡女子大学学長           | 静岡女子大学学長 |
| 代               | 氏名             | 就任日           | 退任日           | 主要な経歴                 | 備考             |
| ---------------- | ---------------- | ---------------- | ---------------- | -------------------------- | ---------------- |
| 1                | 松浦新之助       | 1967年4月        | 1969年           | 静岡女子短期大学学長       |                  |
| 2                | 斎藤久雄         | 1969年5月        | 1977年           | 大学教員                   |                  |
| 3                | 森主一           | 1977年5月        | 1981年           | 京都大学理学部学部長       |                  |
| -                | （小田幸雄）     | 1981年5月        | 1981年           | 静岡女子大学文学部学部長   | （学長事務取扱） |
| 4                | 小田幸雄         | 1981年6月        | 1985年           | 静岡女子大学学長事務取扱   |                  |
| 5                | 内薗耕二         | 1985年6月        | 1990年           | 岡崎国立共同研究機構機構長 |                  |

## 基礎データ

### 所在地
- 本部（静岡県静岡市）

### 象徴
校章は、チャノキの花を図案化したものである。静岡女子短期大学と同一の図案を使用している。静岡女子短期大学家政科被服専攻の学生によりデザインされた。

## 教育および研究

### 組織

#### 学部
- 文学部[1]
  - 国文学科[1]
  - 英文学科[1]
- 家政学部[1]
  - 食物学科[1]
  - 被服学科[1]

## 大学関係者と組織

### 大学関係者組織
静岡県立大学の同窓会は、学部や前身校など関連する組織ごとにそれぞれ設置されている。そのうち、静岡女子大学の同窓会については、静岡女子短期大学と合同で「おおとり会」と称し、活動を行っている。会則によれば「静岡女子短期大学又は、静岡女子大学を卒業した者又は中途退学者で希望した者」を正会員とし、両校に「在籍した職員」を客員会員とすると定められている。また、2006年（平成18年）に静岡県立大学連合学友会として「はばたきの会」が設立され、「おおとり会」をはじめとする各同窓会組織の上部組織と位置づけられた。在学生、卒業生、教職員の交流を図るため種々の活動を実施するとともに、大学の発展を目指し寄附を募っている。

### 大学関係者一覧
大学関係者の一覧は、後身である静岡県立大学の一覧と同一のページに掲載している。
- 静岡県立大学の人物一覧

### 註釈
1. 1 2  廃止当時のデータ。